# 裴鵬奮
裴鵬奮（越南语：／，1882年—1949年），越南阮朝官員，寧太總督裴俊之孫，司法部尚書、越南民主共和國國會主席裴鵬摶和阮朝官員裴鵬順的長兄。

## 生平
裴鵬奮生於1882年，河內省應和府山朗縣蛇梂總連拔社廚村（今屬河內市應和縣）人，爲家中長子，祖父爲寧太總督裴俊。幼時和父親（廕襲，官至興化巡撫）及弟弟妹妹們居住在南定。後來父母與1894年和1895年相繼去世，裴鵬奮和五個弟弟妹妹們（分別爲14歲、13歲、11歲、7歲、5歲和3歲）被迫回到家鄉，在姑夫（或姨夫）楊琳和族中叔伯們的幫助下，在祠堂紹德堂中學習。成泰十八年（1906年），裴鵬奮與弟弟裴鵬順、裴鵬摶三人一起參加河南場鄉試，考中秀才，兩位弟弟考中舉人。

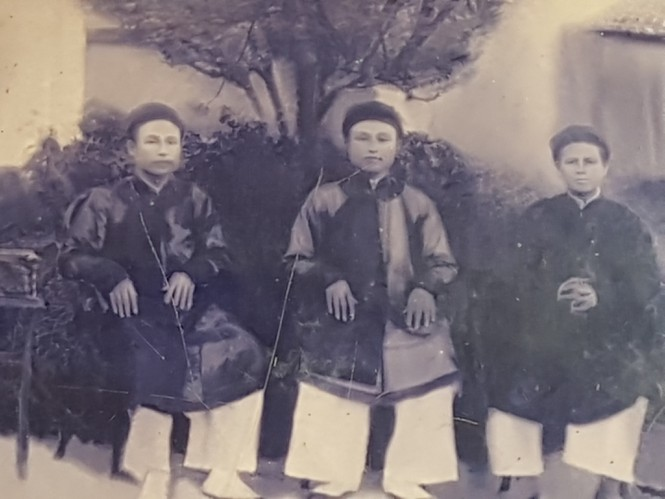
裴氏三兄弟，中間者爲裴鵬奮

後來裴鵬奮爲了盡長子看護祠堂和祖墳的責任，未繼續考取功名。保大十九年歲次甲申（1944年），兄弟三人曾重修家譜。
曾任富壽商佐、延河知縣。
根據1943年《印度支那的君主和名人》（Souverains et notabilités d'Indochine）一書，已退休的巡撫裴鵬奮於1900年考取秀才後擔任訓導，後進入行政體系，一路晉升，在服務27年後於1936年退休。書中評價他是一位有儒家美德的優秀學者和偉大的觀察家，撰寫了多本關於道德、經濟和家庭教育的著作。

## 家庭
- 子裴松茂（Bùi Tùng Mậu）[3]
  - 孫裴燕君（Bùi Yến Quân）目前負責照看香火。[3]